# Воєйков Андрій Матвійович
Андрій Матвійович Воєйков — боярин, ясельничий і думний дворянин, відомий остаточним розгромом війська сибірського хана Кучума.

## Життєпис
З княжого роду (за легендою, що вийшов з Пруссії в 1383), а потім дворянського роду.
У 1597—1599 роках княжий намісник містового воєвода в місті Тара.
У 1598 виступив разом з другим Тарським воєводою Іваном Володимировим сином Кольцовим-Мосальським з загоном з 700 росіян і 300 татар проти хана Кучума, якого спіткав у впадання річки Ірмень в Об. У Ірменській битві 20 серпня 1598 сили хана були розбиті, безліч татар загинули в бою або потонули в Обі. Більшість бранців було повішено, крім найзнатніших.
З 1602 воєвода в Новгороді-Сіверському. Збудував Севський острог (1603). 
З 1603 служив при царському дворі в Москві, в тому ж році був призначений приставом при послах з Любека і при Кизилбашських (Перських) послах. 
У 1605 році збирав армію проти Лжедмитрія I у Чернігові та брав участь у бойових діях проти самозванця, витримав тритижневу облогу Новгорода-Сіверського військом Лжедмитрія, а після розгрому армії самозванця у битві при Добриничах на чолі загону переслідував його залишки. Після смерті царя Бориса Годунова присягнув Лжедмитрію I, у січні 1606 згадується у складі посольства для зустрічі царської нареченої Марини Мнішек у Смоленську.
У другій половині 1606 року за наказом нового царя Василя Шуйського поїхав на чолі великого посольства до Кримського ханства з метою повідомити хана про зміну царя та заручитися миром від імені останнього.
Згідно з Російським біографічним словником помер у 1607 році. Згідно з найновішими дослідженнями, Войкова справді не стало цього року, але він не помер, а трагічно загинув: при поверненні з Криму разом із посольським подьячем З. Язичковим та кількома дворянами посольства, при поверненні з Криму захоплений у Валуек прихильниками самозваного «царевича Петра» і страчений (або закатований) у Путивлі.
За іншими (сумнівними) даними, дожив як мінімум до 1655 року, будучи воєводою Могильова.
2 грудня 1608 року до обителі було покладено: срібний золочений кубок, золотий ківш із вінцем, у якому було написано: «Божій Милості Цар і Великий Князь Іван Васильович всієї Русі». На ковші двоголовий орел з написом «Государ завітав Андрія Воєйка».